# Chrysobothris merkelii
Chrysobothris merkelii är en skalbaggsart som beskrevs av Horn 1886. Chrysobothris merkelii ingår i släktet Chrysobothris och familjen praktbaggar. Inga underarter finns listade i Catalogue of Life.